# Dilasag
Dilasag (Bayan ng Dilasag) är en kommun i Filippinerna. Kommunen ligger på ön Luzon, och tillhör provinsen Aurora. Folkmängden uppgår till 15 835 invånare år 2015.
Dilasag är indelat i 11 barangayer.